# 広見町 (名古屋市)
広見町（ひろみちょう）は愛知県名古屋市昭和区にある町名。現行行政地名は広見町1丁目から広見町6丁目。住居表示未実施。

## 地理
名古屋市昭和区の南西部に位置し、東に桜山町、西に滝子通、北に丸屋町、南に瑞穂区洲雲町と接する。

## 歴史

### 町名の由来
名古屋市立向陽高等学校の位置に所在し、耕地整理により埋め立てられた広見池の名前に由来するという。

### 沿革
- 1927年（昭和2年）6月20日 - 中区御器所町・広路町・南区瑞穂町の各一部により、中区広見町として成立[2]。
- 1937年（昭和12年）10月1日 - 昭和区に編入され、同区広見町となる[2]。

## 世帯数と人口
2019年（平成31年）1月1日現在の世帯数と人口は以下の通りである。
| 町丁   | 世帯数  | 人口  |
| ------ | ------- | ----- |
| 広見町 | 455世帯 | 945人 |

## 学区
市立小・中学校に通う場合、学校等は以下の通りとなる。また、公立高等学校に通う場合の学区は以下の通りとなる。
| 番・番地等 | 小学校                 | 中学校               | 高等学校 |
| ---------- | ---------------------- | -------------------- | -------- |
| 全域       | 名古屋市立御器所小学校 | 名古屋市立桜山中学校 | 尾張学区 |

## 交通
- 愛知県道29号弥富名古屋線（八熊通）

## 施設
- 三菱UFJ銀行 滝子支店
- 碧海信用金庫 名古屋支店
- 岡崎信用金庫 滝子支店

1964年（昭和39年）6月10日に開設し、翌年3月22日に新築移転。
- 三菱東京UFJ銀行滝子支店
- 碧海信用金庫名古屋支店

## その他

### 日本郵便
- 郵便番号 : 466-0046[WEB 2]（集配局：昭和郵便局[WEB 7]）。

### WEB
1. 1 2  “町・丁目(大字)別、年齢(10歳階級)別公簿人口(全市・区別)”.   名古屋市 (2019年1月23日). 2019年1月23日閲覧。
2. 1 2  “郵便番号”.  日本郵便. 2019年1月6日閲覧。
3. ↑  “市外局番の一覧”.   総務省. 2019年1月6日閲覧。
4. ↑  “昭和区の町名一覧”.   名古屋市 (2015年10月21日). 2019年1月12日閲覧。
5. ↑  “市立小・中学校の通学区域一覧”.   名古屋市 (2018年11月10日). 2019年1月14日閲覧。
6. ↑  “平成29年度以降の愛知県公立高等学校（全日制課程）入学者選抜における通学区域並びに群及びグループ分け案について”.   愛知県教育委員会 (2015年2月16日). 2019年1月14日閲覧。
7. ↑  郵便番号簿 平成29年度版 - 日本郵便. 2019年01月06日閲覧 (PDF)

### 書籍
1. ↑  名古屋市計画局 1992, p. 364.
2. 1 2  名古屋市計画局 1992, p. 796.
3. ↑  岡崎信用金庫五十年史編纂委員会 1976, p. 577.

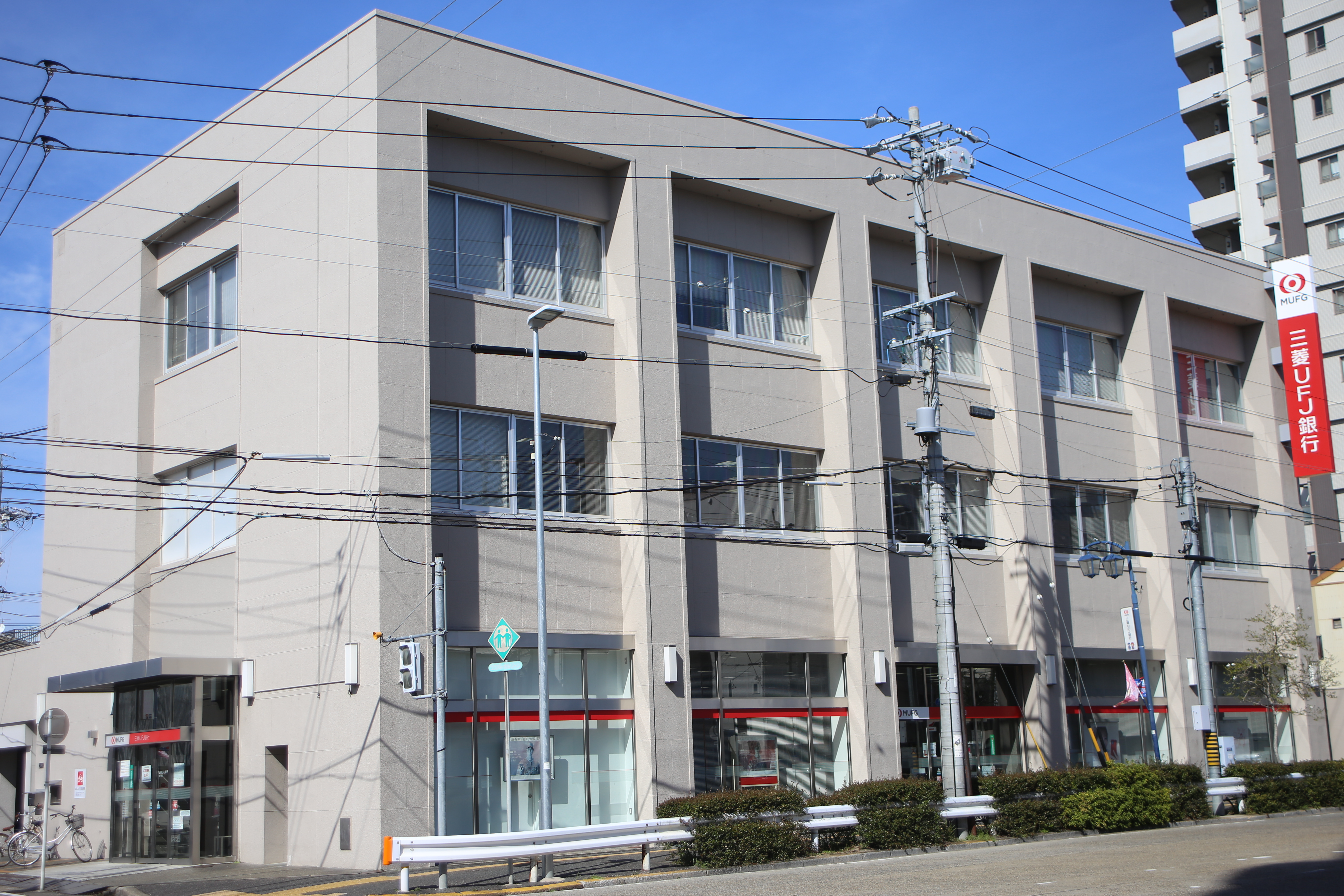
三菱東京UFJ銀行滝子支店
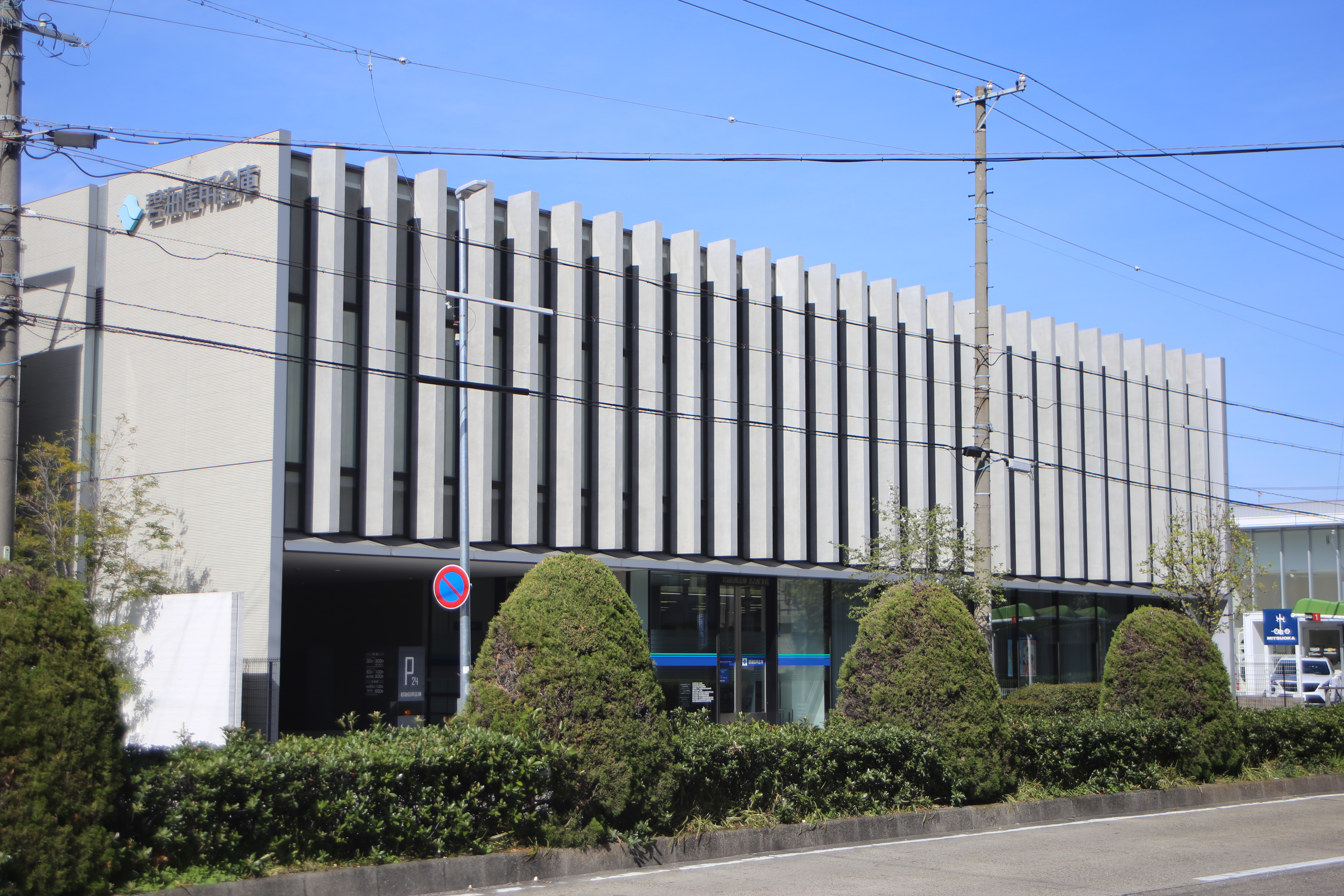
碧海信用金庫名古屋支店